# Мої-Спрінгс (Айдахо)
Мої-Спрінгс (англ. Moyie Springs) — місто на півночі штату Айдахо, США. Населення міста за оцінкою 2012 року становить 701 особу.

## Географія
Розташоване на території округу Баундері, недалеко від місця впадання річки Мойі в річку Кутеней за координатами 48°43′30″ пн. ш. 116°11′43″ зх. д. / 48.72500° пн. ш. 116.19528° зх. д. (48.724882, -116.195345).  За даними Бюро перепису населення США в 2010 році місто мало площу 3,93 км², уся площа — суходіл.

### Клімат
| Кліматограма Мойі-Спрінгс                                                                                    | Кліматограма Мойі-Спрінгс | Кліматограма Мойі-Спрінгс | Кліматограма Мойі-Спрінгс | Кліматограма Мойі-Спрінгс | Кліматограма Мойі-Спрінгс | Кліматограма Мойі-Спрінгс | Кліматограма Мойі-Спрінгс | Кліматограма Мойі-Спрінгс | Кліматограма Мойі-Спрінгс | Кліматограма Мойі-Спрінгс | Кліматограма Мойі-Спрінгс |
| --- | ------------------------- | ------------------------- | ------------------------- | ------------------------- | ------------------------- | ------------------------- | ------------------------- | ------------------------- | ------------------------- | ------------------------- | ------------------------- |
| С | Л                         | Б                         | К                         | Т                         | Ч                         | Л                         | С                         | В                         | Ж                         | Л                         | Г                         |
| 65 1 −5 | 41 4 −4                   | 42 10 −2                  | 35 16 1                   | 45 21 5                   | 43 24 9                   | 19 29 11                  | 18 29 10                  | 26 23 6                   | 42 14 1                   | 74 6 −2                   | 73 0 −6                   |
| Середня макс. і мін. температури повітря (°C) Атмосферні опади (мм), за рік : 521,2 мм. Джерело: weather.com |                           |                           |                           |                           |                           |                           |                           |                           |                           |                           |                           |

## Демографія

### Перепис 2010 року
За даними перепису 2010 року, у місті проживало 718 осіб у 270 домогосподарствах у складі 190 родин. Густота населення становила 182,4 особи/км². Було 297 помешкань, середня густота яких становила 75,4/км². Расовий склад міста: 93,6 % білих, 0,8 % афроамериканців, 0,7 % індіанців, 0,1 % азіатів, 1,7 % інших рас, а також 3,1 % людей, які зараховують себе до двох або більше рас. Іспанці і латиноамериканці незалежно від раси становили 7,7 % населення.
Із 270 домогосподарств 41,5 % мали дітей віком до 18 років, які жили з батьками; 51,1 % були подружжями, які жили разом; 11,1 % мали господиню без чоловіка; 8,1 % мали господаря без дружини і 29,6 % не були родинами. 24,1 % домогосподарств складалися з однієї особи, у тому числі 8,9 % віком 65 і більше років. В середньому на домогосподарство припадало 2,66 мешканця, а середній розмір родини становив 3,12 особи.
Середній вік населення — 32,3 років. Частка осіб у віці менше за 18 років — 31,8 %; 6,5 % — від 18 до 24; 26,8 % від 25 до 44; 24,1 % від 45 до 64 і 10,6 % осіб від 65 років і старших. Частка чоловіків — 48,6 %; жінок — 51,4 %.
Середній дохід на одне домашнє господарство  становив 50 668 доларів США (медіана — 35 208), а середній дохід на одну сім'ю — 67 351 долар (медіана — 57 609). Медіана доходів становила 52 037 доларів для чоловіків та 37 250 доларів для жінок. За межею бідності перебувало 22,1 % осіб, у тому числі 17,2 % дітей у віці до 18 років та 8,2 % осіб у віці 65 років та старших.
Цивільне працевлаштоване населення становило 266 осіб. Основні галузі зайнятості: виробництво — 15,8 %, освіта, охорона здоров'я та соціальна допомога — 14,3 %, мистецтво, розваги та відпочинок — 13,9 %.

### Перепис 2000 року
Згідно з переписом 2000 року, у місті проживало 656 осіб у 240 домогосподарствах у складі 177 родин. Густота населення становила 166,6 осіб/км². Було 254 помешкання, середня густота яких становила 64,5/км². Расовий склад міста: 98,02 % білих, 0,76 % індіанців, 0,15 % азіатів, 0,61 % інших рас і 0,46 % людей, які зараховують себе до двох або більше рас. Іспанці та латиноамериканці незалежно від раси становили 2,44 % населення.
Із 240 домогосподарств 38,3 % мали дітей віком до 18 років, які жили з батьками; 60,8 % були подружжями, які жили разом; 9,6 % мали господиню без чоловіка, і 26,3 % не були родинами. 18,3 % домогосподарств складалися з однієї особи, у тому числі 5,0 % віком 65 і більше років. В середньому на домогосподарство припадало 2,73 мешканця, а середній розмір родини становив 3,14 особи.
Віковий склад населення: 32,8 % віком до 18 років, 6,9 % від 18 до 24, 27,9 % від 25 до 44, 20,7 % від 45 до 64 і 11,7 % років і старші. Середній вік жителів — 32 року. Статевий склад населення: 46,8 % — чоловіки і 53,2 % — жінки.
Середній дохід домогосподарств у місті становив US$35 781, родин — $36 042. Середній дохід чоловіків становив $32 788 проти $30 500 у жінок. Дохід на душу населення в місті був $15 516. Близько 13,6 % родин і 17,6 % населення загалом перебували за межею бідності, включаючи 21,9 % віком до 18 років і 6,1 % від 65 і старших.